# Joaquín Aguirre Luza
Joaquín Aguirre Luza (Lima, 24 de julio de 1995) es un futbolista peruano. Juega de centrocampista y su equipo actual es el Sport Huancayo de la Liga 1.

## Vida personal
Nació en Lima el 24 de julio de 1995, es el penúltimo de los cinco hijos de la familia Aguirre-Luza.

## Trayectoria

### Universitario de Deportes
Joaquín Aguirre fue formado en las divisiones menores del Club Universitario de Deportes. En 2012 fue promovido al primer equipo de la «U» y bajo las órdenes del técnico Ángel Comizzo hizo su debut oficial en primera división el 25 de noviembre de 2013 ante la Universidad de San Martín de Porres.

### Sport Rosario
En el 2018 fue fichado por Sport Rosario descendiendo a Segunda.

### Alianza Universidad
En el 2019 ficha por el recién ascendido Alianza Universidad.
En el 2024 fichó por Unión Comercio, club con el que descendería a final de temporada.

## Selección nacional
Ha sido internacional con la selección de fútbol sub-22 del Perú, con la cual disputó los Juegos Panamericanos de 2015 realizados en Toronto.

## Clubes
| Club                      | País | Año         | Partidos | Goles |
| ------------------------- | ---- | ----------- | -------- | ----- |
| Universitario de Deportes | Perú | 2013 - 2018 | 63       | 0     |
| Sport Rosario             | Perú | 2018        | 19       | 1     |
| Alianza Universidad       | Perú | 2019        | 1        | 0     |
| Unión Huaral              | Perú | 2019        | 8        | 0     |
| Fútbol Club Carlos Stein  | Perú | 2020        | 25       | 1     |
| Ayacucho FC               | Perú | 2021        | 16       | 0     |
| Alianza Atlético          | Perú | 2022        | 10       | 1     |

## Palmarés

### Campeonatos nacionales
| Título                    | Club                      | País | Año    |
| ------------------------- | ------------------------- | ---- | ------ |
| Primera División del Perú | Universitario de Deportes | Perú | 2013   |
| Torneo de Reservas        | Universitario de Deportes | Perú | 2014-I |